# Bob Carpenter
Robert Melvin "Bob" Carpenter (nacido el 6 de noviembre de 1917 y fallecido el 18 de abril de 1997) fue un jugador de baloncesto estadounidense que disputó seis temporadas en la NBL y dos más en la NBA. Con 1,96 metros de estatura, jugaba en la posición de ala-pívot.

## Trayectoria deportiva

### Universidad
Jugó durante su etapa universitaria en la Universidad Estatal del Este de Texas, actualmente Texas A&M University–Commerce, siendo junto a Jake Carter los primeros jugadores de dicha institución en llegar a jugar en la NBA.

### Profesional
Debutó como profesional con los Oshkosh All-Stars de la NBL, con los que se proclamó campeón en su primera temporada, colaborando con 5,0 puntos por partido. Tras esa temporada, tuvo que cumplir con el servicio militar durante la Segunda Guerra Mundial, no regresando al equipo hasta 1945. En su temporada de retorno fue incluido en el mejor quinteto de la liga, tras liderar la misma en anotación, con 13,9 puntos por partido.
Al año siguiente promedió 11,7 puntos por partido, siendo incluido en el segundo mejor quinteto de la NBL. Jugó dos años más en la liga, incluido un breve paso por los Hammond Calumet Buccaneers, hasta que en 1949 fichó por los Fort Wayne Pistons de la NBA. Ya con 32 años, en su primera temporada promedió 9,3 puntos y 1,4 asistencias por partido, sólo superado dentro de su equipo por Fred Schaus y Charlie Black. Mediada la temporada siguiente fue traspasado a Tri-Cities Blackhawks, donde acabó su carrera profesional.

## Estadísticas de su carrera en la NBA

### Temporada regular
| Temporada | Edad | Equipo                | Liga | Pos. | P   | TIT | MIN | TC  | TCA | %TC  | 3P | 3PA | %3P | TL  | TLA | %TL  | R.OF. | R.DEF. | REB | ASIS | ROB | TAP | PER | FP  | PTS |
| 1949-50   | 32   | Fort Wayne Pistons    | NBA  |      | 66  |     |     | 3.2 | 9.3 | .344 |    |     |     | 2.9 | 3.9 | .742 |       |        |     | 1.4  |     |     |     | 2.5 | 9.3 |
| 1950-51   | 33   | TOTAL                 | NBA  |      | 56  |     |     | 1.9 | 6.0 | .325 |    |     |     | 1.9 | 2.3 | .820 |       |        | 4.1 | 1.4  |     |     |     | 2.1 | 5.8 |
| 1950-51   | 33   | Fort Wayne Pistons    | NBA  |      | 21  |     |     | 1.3 | 5.9 | .218 |    |     |     | 2.2 | 2.8 | .810 |       |        | 3.0 | 0.8  |     |     |     | 1.7 | 4.8 |
| 1950-51   | 33   | Tri-Cities Blackhawks | NBA  |      | 35  |     |     | 2.3 | 6.0 | .389 |    |     |     | 1.7 | 2.0 | .829 |       |        | 4.8 | 1.8  |     |     |     | 2.3 | 6.3 |
| Total     |      |                       | NBA  |      | 122 |     |     | 2.6 | 7.8 | .337 |    |     |     | 2.4 | 3.1 | .768 |       |        | 4.1 | 1.4  |     |     |     | 2.3 | 7.7 |

### Playoffs
| Temporada | Edad | Equipo             | Liga | Pos. | P | TIT | MIN | TC | TCA | %TC  | 3P | 3PA | %3P | TL | TLA | %TL  | R.OF. | R.DEF. | REB | ASIS | ROB | TAP | PER | FP | PTS |
| 1949-50   | 32   | Fort Wayne Pistons | NBA  |      | 4 |     |     | 11 | 30  | .367 |    |     |     | 10 | 14  | .714 |       |        |     | 2    |     |     |     | 6  | 32  |
| Total     |      |                    | NBA  |      | 4 |     |     | 11 | 30  | .367 |    |     |     | 10 | 14  | .714 |       |        |     | 2    |     |     |     | 6  | 32  |